# Petrovice II

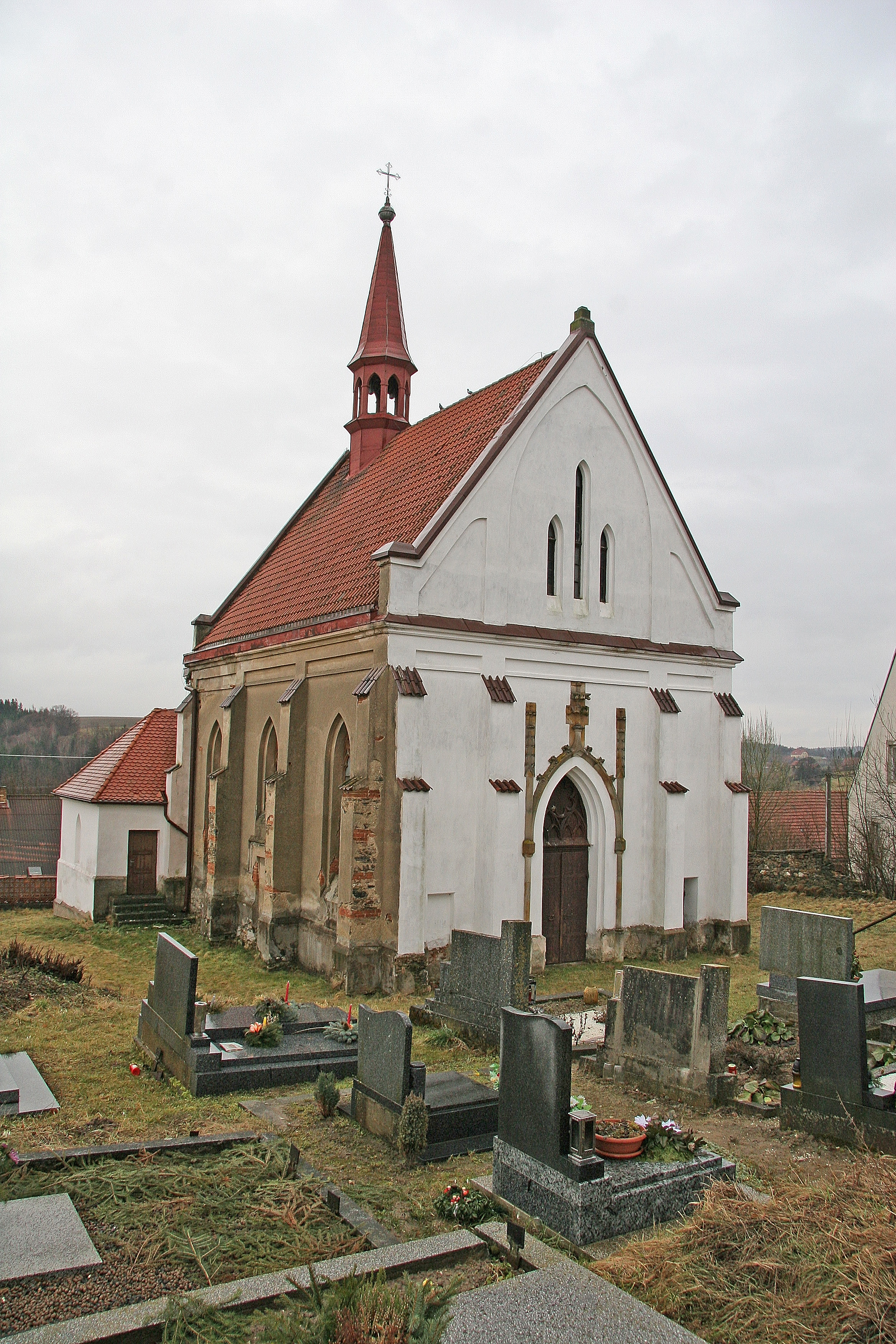
Kirche des hl. Martin

Petrovice II (deutsch Petrowitz II) ist eine Gemeinde in Tschechien. Sie liegt 17 Kilometer nordöstlich von Vlašim und gehört zum Okres Kutná Hora.

## Geographie
Petrovice II befindet sich in der Böhmisch-Mährischen Höhe auf einem Höhenzug über dem Tal des Losinský potok.
Nachbarorte sind Boštice und Tlučeň im Norden, Čentice und Kasanice im Osten, Kněž im Südosten, Polipsy im Süden, Losiny im Südwesten, Zderadiny und Koblasko im Westen sowie Vestec und Vlková im Nordwesten.

## Geschichte
Petrovice wurde 1291 erstmals urkundlich erwähnt. Die Kirche St. Martin ist seit 1350 als Plebanie nachweisbar. Nachdem die Kirche später eine Filialkirche der Pfarren in Kácov und anschließend Čestín gewesen war, wurde sie 1866 zur Pfarrkirche erhoben.
Nach der Ablösung der Patrimonialherrschaften wurde Petrovice 1850 zu einem Ortsteil der Gemeinde Losiny im Gerichtsbezirk Kohljanowitz, ab 1868 gehörte das Dorf zum Bezirk Kuttenberg. Seit dem Jahre 1921 trägt das Dorf zur Unterscheidung von einem zum selben Bezirk gehörigen gleichnamigen Ort (Petrovice I) den Namen Petrovice II. Im Zuge der Gemeindegebietsreform von 1960 erfolgte der Zusammenschluss der Gemeinden Losiny und Staré Nespeřice zur neuen Gemeinde Petrovice II.
Die Ortsteile Petrovice II und Losiny wurden zu dörflichen Denkmalszonen erklärt.

## Gemeindegliederung
Die Gemeinde Petrovice II besteht aus den  Ortsteilen:
- Boštice  (Boschtitz, älter auch Bosschitz (1410))
- Losiny  (Losin, älter auch Lossin (1371), Losinach (1456))
- Nové Nespeřice  (Neu Nesperschitz, älter auch Neu Nesperitz, Neunesperitz)
- Petrovice II  (Petrowitz II)
- Stará Huť  (Althütten)
- Staré Nespeřice  (Alt Nesperschitz, Nesperitz (1295))
- Tlučeň  (Tlutschen)

Das Gemeindegebiet gliedert sich in die Katastralbezirke Losiny und Staré Nespeřice.

## Sehenswürdigkeiten
- wuchtiger hölzerner Glockenturm auf dem Friedhof, die Glocken stammen von Jakub Ptáček aus Kuttenberg (1539) und Benedikt Briot (1659).
- Kirche St. Martin, der frühgotische Bau wurde 1544 umgebaut und 1904 neogotisch umgestaltet. Die Kirche diente bis 1872 als Grablege des Adelsgeschlechts von Bechin.
- Aussichtsturm, der im Jahre 2004 auf einer Kuppe in 475 m Höhe errichtete stählerne 45,5 m hohe Mobilfunkturm besitzt seit 2005 in 30 m Höhe eine Aussichtsplattform, die über eine Wendel mit 158 Stufen erreichbar ist
- Kapelle in Losiny
- ehemalige Feste in Losiny, erbaut im 14. Jahrhundert